# Auliscomys boliviensis
Auliscomys boliviensis е вид гризач от семейство Мишкови (Muridae). Видът не е застрашен от изчезване.

## Разпространение
Разпространен е в Боливия, Перу и Чили.

## Описание
Теглото им е около 70,9 g.
Популацията на вида е стабилна.